# Easy Ride
Easy Ride è un singolo dei The Doors, preso dal loro album The Soft Parade e scritto da Jim Morrison. Esso finì sul B-side di Tell All the People, un loro singolo pubblicato nel 1969 e che arrivò al numero 57 nelle classifiche statunitensi.
Il testo di Easy Ride è più diretto di molte altre canzoni di Morrison, ma nell'ultima strofa appaiono una serie di frasi più poetiche.